# 솔루스첨단소재
솔루스첨단소재 주식회사는 대한민국의 이차전지·반도체·디스플레이 소재업체이다. 주요 제품군은 전기차 배터리·ESS(Energy Storage System·에너지 저장 장치)에 쓰이는 전지박, AI가속기·PCB·반도체용 패키지 등에 사용되는 동박, OLED 디플레이용 소재 등이 있다.

## 역사
1959년, 미국의 뉴져지에서 'Circuit Foil Corporation Bordentown Inc.'이름으로 처음 설립되었다. 이후 1960년, 룩셈부르크에 '서킷포일룩셈부르크 (Circuit Foil Lucemgourg)'가 설립되며 현재의 룩셈부르크 동박 공장까지 이어진다.
1996년, 전지박을 세계 최초로 개발하였다. 2010년에는 익산시에 전자소재 공장을 준공했다. 2014년, 서킷포일룩셈부르크가 두산에 인수되었다. 2019년에는 헝가리에 전지박 제1공장을 착공했다.
2019년에는 전지박·동박·전자소재 사업을 두산에서 분사해 '두산솔루스'라는 회사로 새롭게 창립되었다. 이후 2020년 진대제가 이끄는 스카이레이크인베스트먼트에 매각되어 '솔루스첨단소재'로 사명을 변경하였다.
2024년 엔비디아의 차세대 AI 가속기에 하이엔드 동박인 초극저조도(HVLP) 동박을 공급하였다.

## 사업영역

### 전지박
1996년에 세계 최초로 배터리용 동박을 개발하였고, 2020년 초에는 헝가리의 전지박 공장이 완공됨으로써 유럽에서 유일하게 전지박을 공급하는 업체가 되었다. 또한 2021년부터는 LG에너지솔루션에 전지박 공급을 개시하며 국내에서도 전지박을 공급하게 되었다. 스텔란티스 - 토탈 산하의 SAFT - 메르세데스 벤츠의 배터리셀 합작사인 ACC(Automotive Cell Company)와 전지박 업체 최초로 공급 계약을 체결했다. 테슬라에도 전지박을 직납하는 것으로 알려졌다.

### 동박
동박 또한 솔루스첨단소재가 유럽에서 유일하게 공급하는 자재 중 하나이다. 솔루스첨단소재에서는 주로 고주파 회로, IC 카드와 유심 카드의 칩, 통신장비, 리튬 이온 배터리, 네트워크 보드 등에 이용되는 동박을 생산한다. 2024년, 북미 GPU 기업에 솔루스첨단소재가 AI 가속기용 동박을 납품한다는 보도가 나왔다. 해당 기업은 엔비디아로 밝혀졌다.

### 전자소재
주로 휴대폰, TV, 태블릿, PC 등에 이용되는 유기발광다이오드[OLED]라고 불리는 자체 발광 디스플레이 소재를 생산한다. 삼성디스플레이에 주로 소재를 납품하고 있으며, 2021년에는 LG디스플레이 OLED TV 공급망에 진입하였다. OLED 관련 핵심 기술 특허와 미래 기술 특허를 다량 보유하고 있어 이후의 솔루스첨단소재의 디스플레이 사업은 더욱 확장 될 것으로 전망된다.